# Robert Skov
Robert Faxe Skov (Marbella, España, 20 de mayo de 1996), más conocido como Robert Skov, es un futbolista danés que juega de extremo en el F. C. Union Berlin de la 1. Bundesliga de Alemania.

## Selección nacional
Robert Skov fue internacional sub-18, sub-19 y sub-21 con la selección de fútbol de Dinamarca. En 2016 fue convocado con Dinamarca para los Juegos Olímpicos de Río de Janeiro 2016.
En 2018 entró en la lista preliminar de 35 jugadores para disputar la Copa Mundial de Fútbol de 2018, aunque no entró en la lista definitiva.

## Clubes
| Club                | País      | Año       |
| ------------------- | --------- | --------- |
| Silkeborg IF        | Dinamarca | 2012-2018 |
| F. C. Copenhague    | Dinamarca | 2018-2019 |
| TSG 1899 Hoffenheim | Alemania  | 2019-2024 |
| F. C. Union Berlin  | Alemania  | 2024-     |

## Palmarés

### Títulos nacionales
| Título                 | Club             | País      | Año  |
| ---------------------- | ---------------- | --------- | ---- |
| Superliga de Dinamarca | F. C. Copenhague | Dinamarca | 2019 |

## Vida personal
Los padres de Skov se mudaron de Dinamarca a España en 1994 cuando su padre consiguió un trabajo en un banco en Gibraltar y, como resultado, Skov nació en Marbella. Su familia regresó a Dinamarca cuando tenía nueve meses.